# Till frälsningens saliga brunnar vi går
Till frälsningens saliga brunnar vi går är en sång med text från 1883 av Fredrik Engelke. Musiken, i D-dur, är komponerad av William Howard Doane och publicerades första gången i original To the work! To the work! We are servants of God i Sankeys Sacred Songs 1877. I bearbetning av Eric Bergquist för Förbundssånger 1898 fick den anslaget Till frälsningens saliga källa vi gå.

## Publicerad i
- Stridsropet nr 3, 1885.
- Förbundssånger 1898.
- Musik till Frälsningsarméns sångbok 1907 som nr 182.
- Frälsningsarméns sångbok 1929 som nr 137 under rubriken "Helgelse - Helgelsens verk".
- Frälsningsarméns sångbok 1946 som nr 224 under rubriken "Helgelse".
- Frälsningsarméns sångbok 1968 som nr 350 under rubriken "Det Kristna Livet - Jubel och tacksägelse".
- Frälsningsarméns sångbok 1990 som nr 448 under rubriken "Helgelse".
- Sångboken 1998 som nr 127.